# Pols de cinc espècies

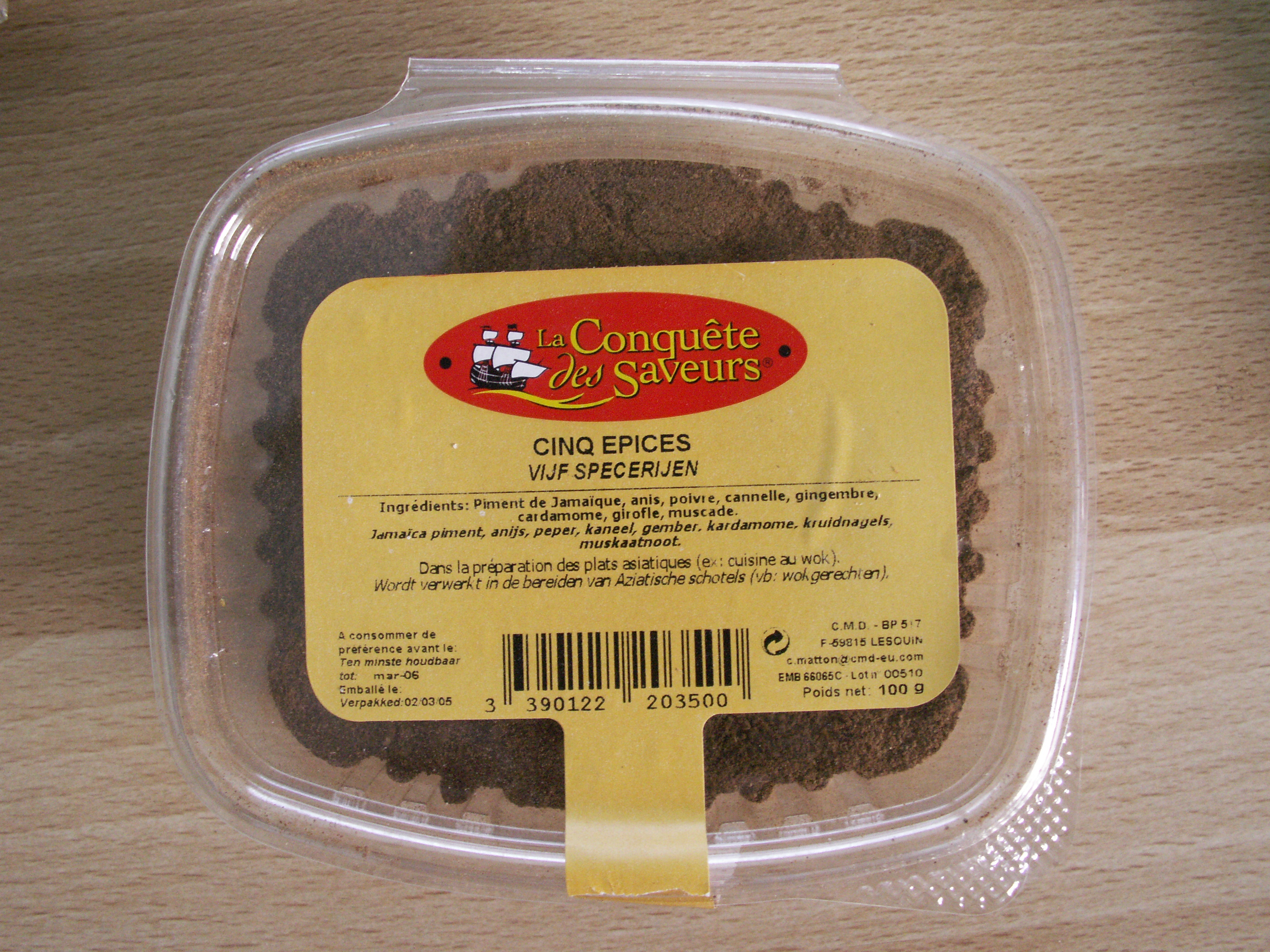
pols de cinc espècies

Les cinc espècies o la pols de cinc espècies és una mescla d'espècies formada per cinc components i que es fa servir principalment en la gastronomia xinesa, però també en altres gastronomies d'Àsia i àrabs. Les cinc espècies uneixen els cinc sabors tradicionals (dolç, àcid, salat, umami i amargant) es poden usar en aliments greixosos com el porc o l'ànec, en els fregits i les marinades.

## Fórmula
La variant més comuna és:
- Anís estrellat (bajiao, 八角)
- Clau d'espècia (dingxiang, 丁香)
- Cinnamomum cassia (rougui, 肉桂)
- Pebre de Sichuan (huajiao, 花椒)
- Llavors de Fonoll (xiaohuixiang, 小茴香)